# Kai Greene
Leslie Kai Greene (n. Brooklyn, Nueva York; 12 de julio de 1975), conocido simplemente como Kai Greene, es un fisicoculturista profesional y actor estadounidense, miembro de la Federación Internacional de Fisicoculturismo (IFBB) y ganador del Arnold Classic en 2009, 2010 y 2016. Greene ha logrado el segundo puesto en la competición de Mister Olympia en 2012, 2013 y 2014.
Es reconocido también por sus frases y videos de motivación.

## Medidas
- Estatura: 1.73 m[2]
- Peso: 123,49 kg (fuera de competencia)

## Historial de competiciones
- 2007 - Shawn Ray Colorado Pro/Am Classic — tercer lugar
- 2008 - New York Pro — Primer lugar
- 2008 - Arnold Classic — Tercer lugar
- 2009 - Australian Pro Grand Prix — Primer lugar
- 2009 - Arnold Classic — Primer lugar
- 2009 - Mr. Olympia — Cuarto lugar
- 2010 - Arnold Classic — Primer lugar
- 2010 - Mr. Olympia — Séptimo lugar
- 2010 - Australian Pro Grand Prix – Primer lugar
- 2014 - Mr Olympia — Segundo lugar
- 2016 - Arnold Classic — Primer lugar
- 2016 - Arnold Classic Au — Primer lugar
- 2016 - Arnold Classic Br — Primer lugar